# Darnitskyi (raion)
Darnitskyi (em ucraniano: Дарницький район) é um dos 10 raions (distritos) da cidade de Kiev.

## História
Em fontes escritas, este assentamento é mencionado desde 1509. 
Na década de 1860, foi formado um cidade pequena, que em 1927 ultrapassou os limites da cidade de Kiev. 
Durante a Segunda Guerra Mundial, havia um campo de concentração aqui.